# Ain Farah

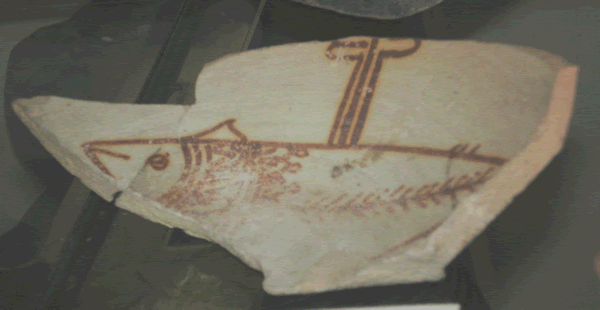
Scherbe mit der Zeichnung eines Fisches, die 1929 gefunden wurde. Das christliche Symbol gilt als Beleg für eine Verbindung mit den nubischen Reichen am Nil

Ain Farah ist eine mittelalterliche Burgruine in Darfur im Westen Sudans. Es ist die nach Uri zweitgrößte Ruinenstadt des ehemaligen Königreiches der Tunjur.

## Lage
Ain Farah liegt in den Furnung-Bergen, einer malerischen, relativ fruchtbaren Hügellandschaft mit einigen wenigen Quellen. Hauptort der Region ist Kutum, 120 Kilometer nordwestlich von al-Faschir. Ain Farah liegt an einer Straße etwa 15 Kilometer nordwestlich von Kutum und 25 Kilometer von dem weiter in derselben Richtung gelegenen Uri. Die Überreste befinden sich auf einem etwa 100 Meter hohen Hügel unweit von Quellseen, die vom gleichnamigen Dorf und den Bewohnern der weiteren Umgebung als Viehtränke genutzt werden. An den Seen gedeihen Dattelpalmen. Von dort führt der Zugang durch ein Trockental, das im hinteren Bereich früher durch eine Mauer gesichert war, hinauf.

## Geschichte
Die Herkunft der Tunjur ist unklar. Es wurde eine Einwanderung nach Darfur im 13. Jahrhundert aus dem Nordwesten vermutet, nach einer anderen Überlegung könnten die Tunjur ein Ableger aus dem christlichen Reich von Makuria am Nil sein. In diesem Fall wären sie im 13. Jahrhundert durch das Reich Kanem besiegt worden, im ersten Fall durch das Reich Bornu im 16. Jahrhundert. Als Ort oder sogar als Hauptstadt eines christlichen Reiches könnte Ain Farah bereits vor dem 13. Jahrhundert existiert haben. Die Gebäude wurden, nach den Funden von Topfscherben mit christlichen Symbolen aus Nubien zu urteilen, in christlicher Zeit (also vor dem 14. Jahrhundert) angelegt. Es ist bisher der westlichste Ort, an dem Fundstücke des christlichen Nubien aufgetaucht sind. Arkell deutete den Ort als Kloster aus dem 10. Jahrhundert, in dem es zwei Kirchen und mindestens 26 Mönchszellen gab. Die vermutete Verbindung des Ortes mit nubisch-christlichen Reichen ist umstritten. Nach der Meinung anderer Experten und in der Vorstellung der lokalen Bevölkerung stammen die Bauten von Shau Dorshid, dem letzten Tunjur-Herrscher aus dem 16. Jahrhundert, der hier seine Hauptstadt hatte. Seine Herrschaft wurde durch Ahmad al-Maqur, den ersten Herrscher der Keira-Dynastie, beendet, die bis 1916 das Fur-Sultanat regierte. In einer im gesamten Sudangürtel verbreiteten mythologischen Legitimation erscheint der Dynastiegründer als der weise Fremde, der kommt, um einem unzivilisierten rohen Land Kultur und, damit verbunden, den Islam zu bringen.

## Anlage
Die Gesamtanlage, die sich vom Bergsattel bis auf den Höhenrücken erstreckt, hat mit einer Ausdehnung von etwa 500 × 800 Meter städtischen Charakter. Es sind noch heute große Stein- und Ziegelmauern zu sehen. Am Ende des Aufstiegsweges durch das Tal steht auf dem Sattel die große Moschee, deren Außenwände aus Naturstein bestanden; eine innere Wand und vier gewinkelte Pfeiler wurden aus gebrannten Ziegeln gemauert. Der westliche Eingang der höher gelegenen Burg ist über eine Serpentinenstraße erreichbar. Davor liegen am Hang die Mauerreste kreisförmiger Viehkraale. Das erste Gebäude auf der Burg ist ein Iwan (Audienzhalle), in dem die Reste alter Butzenscheiben gefunden wurden. Sie diente vermutlich der staatlichen Verwaltung. Dass solche Hallen benötigt wurden, wird als Zeichen einer Islamisierung des Staatswesens zu jener Zeit gewertet. Über einen Wehrgang erreichte man den Palast aus gebrannten Ziegeln, dessen Grundriss um 1980 nicht mehr erkennbar war. Türstürze und Dachgebälk waren aus Holz. Die auf dem südlichen Hügel gegenüber dem Sattel liegenden Rundhäuser waren klein und in Reihen angeordnet. 400 Meter südlich befinden sich auf einem anderen Hügel die Mauern einiger Ziegelhäuser, die lokal als „Haus der Sultansmutter“ bezeichnet werden, und die Reste einer kleinen Moschee. Reste von Kuppelbauten der islamischen Heiligenverehrung (qubbas) zeigen, dass der Platz noch in islamischer Zeit bewohnt war. Die ersten islamischen Prediger kamen nicht vor dem 16. Jahrhundert in die Region Darfur.
Es fanden bisher nur Surveys, aber keine Ausgrabungen statt. Seit Mitte der 1980er Jahre ist das Gebiet aufgrund von Bürgerkriegen im Südsudan und in Darfur nur noch mit Schwierigkeiten zu erreichen. Es gibt Belege, dass in der Umgebung Eisenverarbeitung stattfand. Zu den Funden gehören etwa 200 Perlen aus Eisen.